# Акимжанов, Алтынбек Акимжанович
Алтынбек Акимжанович Акимжанов (15 марта 1922 года, Иргизский район, Актюбинская область, Киргизская АССР, РСФСР — 1 декабря 2000 года, Актобе, Казахстан) — советский партийный деятель, Герой Социалистического Труда (1971). Член ВКП(б)/КПСС с 1943 года. Член ЦК Компартии Казахской ССР.

## Биография
Родился 15 марта 1922 года в семье крестьянина-кочевника по одним данным в ауле № 17 Иргизского района, ныне село Толыбай Айтекебийского района, Актюбинской области, по другим данным в ауле № 26 Кожаколь в Иргизском районе Актюбинской области Казахской ССР.
В 1933 году во время голода потерял отца, воспитывался с 1933 года по 1938 год в Иргизском районном детдоме и учился в казахской средней школе имени И.Алтынсарина.
Трудовую деятельность начал в качестве старшего воспитателя в Иргизском детском доме.
В июне 1941 года был призван в Красную Армию.
В 1942 году закончил военно-авиационную школу авиационных механиков в Петропавловске.
С 1942 года по 1947 года служил авиамехаником в авиационных эскадрильях гражданского воздушного флота в городах Абакан, Барабинск, Павлодар, Бердск, Кировобад.
В марте 1947 года был демобилизован с рядов Советской Армии. Вернулся на родину, в Актюбинскую область.
С 1947 года по 1951 год работал помощником первого секретаря Шалкарского райкома партии, заведующим отделом райкома партии.
С 1951 года по 1953 год работал инструктором Актюбинского областного комитета партии.
С 1953 года по 1958 год был вторым секретарем Джурунской районной партийной организации.
В 1959 году с отличием закончил Алма-Атинскую высшую партийную школу при ЦК Компартии Казахстана.
С 1959 года по 1962 год был первым секретарём Байганинского районного комитета Компартии Казахской ССР.
С 1962 года по 1976 год был первым секретарём Хобдинского районного комитета Компартии Казахской ССР. В 1976 году Хобдинский район был разделен на два самостоятельных района.
С 1976 года по 1977 год был первым секретарём Исатайского районного комитета Компартии Казахской ССР.
С 1977 года по 1983 год работал председателем Актюбинского областного комитета профсоюзов.
В 1983 году вышел на пенсию.
С 1983 года по 1990 год являлся Государственным инспектором по использованию лесной продукции в народном хозяйстве по Актюбинской области.
Принимал непосредственное участие в развитии промышленности и сельского хозяйства Хобдинского района Актюбинской области. Во время 8-й пятилетки в Хобдинском районе урожайность зерновых увеличилась на 36 %, мяса — на 44,2 %, молока — 7,7 % и шерсти — на 36,7 %. Хобдинский район собрал 28 миллионов 320 тысяч тонн зерна, перевыполнив план на 150 %. За выдающиеся заслуги в организационной работе при выполнении пятилетнего плана был удостоен в 1971 году звания Героя Социалистического Труда.
Был членом Актюбинского областного комитета Компартии Казахстана, избирался депутатом областного Совета народных депутатов, был делегатом XXIV съезда КПСС, и IX—XIII съездов Компартии Казахстана, избирался членом Центрального Комитета Коммунистической партии Казахстана. Участвовал во Всесоюзном конгрессе профсоюзов. В 2000 году в составе делегации о Казахстана участвовал в параде в честь 55-летия Победы.

## Награды
- Указом Президиума Верховного Совета СССР «О присвоении звания Героя социалистического Труда передовикам сельского хозяйства Казахской ССР» от 8 апреля 1971 года за выдающиеся успехи, достигнутые в развитии сельскохозяйственного производства и выполнении пятилетнего плана продажи государству продуктов земледелия и животноводства удостоен звания Героя Социалистического Труда с вручением ордена Ленина и золотой медали «Серп и Молот»[1].
- два Ордена Ленина (1966, 1971 гг.);
- Орден Октябрьской Революции — награждён 14 февраля 1975 года;
- Орден «Знак Почёта» — награждён 19 февраля 1981 года.

## Увековечивание памяти
Его именем названа улица в г. Актобе (Актюбинске).